# رودي حداد
رودي حداد (5 فبراير 1985 في فرنسا - ) (بالفرنسية: Rudy Haddad)‏ هو لاعب كرة قدم فرنسي وإسرائيل في مركز الوسط. شارك مع منتخب فرنسا تحت 21 سنة لكرة القدم. أما مع النوادي، فقد لعب مع باريس سان جيرمان ونادي أوكسير ونادي شاتورو ونادي فالينسيان ونادي مكابي تل أبيب وهبوعيل عسقلان ‏.

## وصلات خارجية
- رودي حداد على موقع إي إس بي إن إف سي (الإنجليزية)
- رودي حداد على موقع قاعدة بيانات كرة القدم.إي يو (الإنجليزية)
- رودي حداد على موقع ليكيب (الفرنسية)
- رودي حداد على موقع Soccerbase.com (لاعب) (الإنجليزية)
- رودي حداد على موقع Soccerway.com (الإنجليزية)
- رودي حداد على موقع كووورة